# 8242 Joshemery
8242 Joshemery è un asteroide della fascia principale. Scoperto nel 1975, presenta un'orbita caratterizzata da un semiasse maggiore pari a 2,9931966 UA e da un'eccentricità di 0,0522857, inclinata di 10,42450° rispetto all'eclittica.